# Graceros
Graceros es una localidad del estado mexicano de Durango. Es parte del municipio de Vicente Guerrero.

## Demografía
| Gráfica de evolución demográfica |
|                                  |

| Censo | Población |
| ----- | --------- |
| 1900  | 260       |
| 1910  | 252       |
| 1921  | 156       |
| 1930  | 348       |
| 1940  | 716       |
| 1950  | 906       |
| 1960  | 866       |
| 1970  | 926       |
| 1980  | 1 147     |
| 1990  | 1 005     |
| 2000  | 965       |
| 2010  | 959       |
| 2020  | 1 078     |